# Propodium

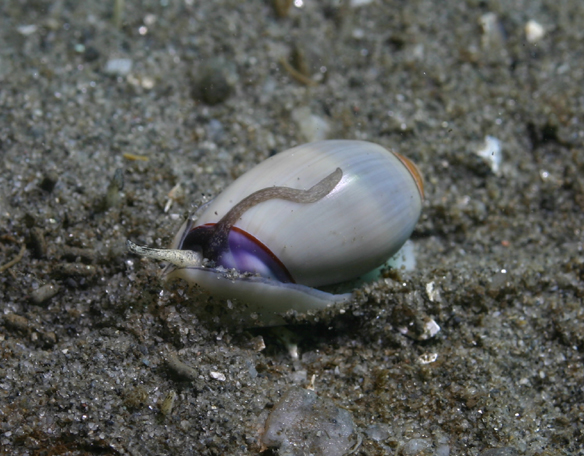
Olivella plicata (Olivellidae) mit schneepflugartigem Propodium

Das Propodium ist ein Fachbegriff, um bei den Schnecken die Form des vorderen Fuß-Teils näher zu beschreiben. Er leitet sich ab aus altgr. πρό ‚vor‘ und  πούς pous, Genitiv ποδός podos  ‚Fuß‘
Das Propodium kann seitlich oder nach vorne gelappt sein oder sonst eine spezielle Form aufweisen. Die Schnecken der Familien Naticidae (Mondschnecken), Olividae (Olivenschnecken) und Olivellidae (Zwergolivenschnecken) haben ein großes, gelapptes Propodium, das wie ein Schneeschuh oder Schneepflug zur Fortbewegung auf dem lockeren Sediment benutzt wird. Die Lappen können z. B. über den Kopf gelegt werden und den Kopf der Schnecke fast einhüllen.